# Скельки (Запорожская область)
Ске́льки (укр. Скельки) — село,
Скельковский сельский совет,
Васильевский район,
Запорожская область,
Украина.
Код КОАТУУ — 2320986601. Население по переписи 2001 года составляло 2205 человек.
Является административным центром Скельковского сельского совета, в который, кроме того, входят сёла
Златополь,
Маячка,
Першотравневое и
Шевченко.

## Географическое положение
Село Скельки находится на левом берегу Каховского водохранилища (Днепр),
выше по течению на расстоянии в 8 км расположен город Васильевка,
ниже по течению на расстоянии в 2,5 км расположено село Маячка.
Рядом проходит автомобильная дорога Т-0817.

## История
- Вблизи села Скельки обнаружены стоянки эпохи позднего палеолита (более 15 тыс. лет тому назад), остатки поселения и могильник эпохи неолита (VI—IV тысячелетия до н. э.), остатки двух поселений и могильник эпохи бронзы (III—II тысячелетия до н. э.), а также петроглифы на известняковых скалах[2].
- 1784 год — дата основания села.
- В 2022 году город был оккупирован российскими войсками в ходе вторжения России на Украину.

## Экономика
- «Проминь», ООО.

## Объекты социальной сферы
- Школа.
- Детский сад.
- Дом культуры.
- Исторический музей.
- Больница.
- Стадион.

## Достопримечательности
- Братская могила советских воинов.
- Скифский курган.

## Религия
- Свято-Георгиевский храм.

## Знаменитые уроженцы
- Щербина Пётр Дорофеевич — один из группы бойцов, водрузивших знамя Победы над рейхстагом[3].